# Gőbölyös József
Gőbölyös József (Budapest, 1964. január 11. – Budapest, 2000. augusztus 27.) magyar tényfeltáró újságíró. A Gőbölyös Soma-díjat róla nevezték el.

## Életrajz
1992-ben végezte el a Magyar Újságírók Országos Szövetségének újságírói iskoláját. Az Eötvös Loránd Tudományegyetem szociológia szakán tanult. 1993-tól szabadfoglalkozású újságíró volt.